# Escuela francoflamenca
La escuela francoflamenca es una escuela musical que tuvo su mayor auge fundamentalmente en el siglo XV. A partir del año 1420, la música tomó nuevos rumbos para dejar París y dirigirse a Flandes, donde se juntaron la influencia francesa proveniente de Guillaume de Machaut y la italiana de los madrigalistas florentinos.
Las voces comenzaron a mezclarse, combinándose finamente tres o cuatro melodías sobrepuestas a aquellas, llamadas respectivamente superius, altus, tenor y bassus. Empezó a originarse el canon, que tomó formas variadas. Se introdujo la cuarta voz, con lo cual el bajo desapareció como melodía y pasó a desempeñar el papel de apoyo armónico.
Entre los más importantes compositores, destacaron el flamenco Jacobus Obrecht (1450-1505) y su discípulo y continuador Josquin Des Prés (1440-1521). Ambos autores, empleando cadencias y acordes perfectos, pasaban de un tono a otro, con lo que se acentuó progresivamente el sentido armónico, que alcanzaría un siglo después el máximo esplendor con Palestrina y Victoria.